# Lepus microtis
Lepus microtis és una espècie de mamífer de la família dels lepòrids que viu a Algèria, Botswana, Burundi, el Txad, República Democràtica del Congo, Etiòpia, Gàmbia, Guinea, Guinea Bissau, Kenya, Líbia, Mali, Mauritània, el Marroc, Namíbia, el Níger, Ruanda, el Senegal, Sierra Leona, Sud-àfrica, el Sudan, Tanzània, Tunísia, Uganda i Zàmbia.